# Кіноколо (1-ша церемонія вручення)
1-ша церемонія вручення Національної премії кінокритиків «Кіноколо» за досягнення українського кінематографа та діячів кіноіндустрії відбулася 26 жовтня 2018 року в Києві під час відкриття кінофестивалю «Київський тиждень критики» в кінотеатрі Жовтень.

## Перебіг церемонії
25 вересня 2018 року кінокритики оголосили номінантів першою премії «Кіноколо». На премію номінувалися фільми українського виробництва, які були вперше показані в Україні в період з 1 жовтня 2017 року по 30 вересня 2018 року включно, а саме мали кінотеатральний прокат на території України або були показані вперше на українському кінофестивалі. Лідерами за кількістю номінацій стали фільми Сергія Лозниці «Донбас» (4 номінації) та Ахтема Сеітаблаєва «Кіборги» (3 номінації). Лауреати були оголошені на урочистій церемонії нагородження 26 жовтня 2018 року під час відкриття кінофестивалю «Київський тиждень критики».

## Статистика
Статистика номінованих фільмів:
| Вид       | Назва фільму                    | Номінації | Перемоги |
| --------- | ------------------------------- | --------- | -------- |
| п/м       | Донбас                          | 4         | 2        |
| п/м       | Кіборги. Герої не вмирають      | 3         | 1        |
| п/м       | Вулкан                          | 2         | —        |
| док.      | Дельта                          | 2         | 1        |
| п/м       | Коли падають дерева             | 2         | 1        |
| к/м       | Mia donna                       | 2         | —        |
| док.      | Міф                             | 2         | —        |
| п/м       | Брама                           | 1         | 1        |
| док.      | Будинок «Слово»                 | 1         | —        |
| п/м       | Герой мого часу                 | 1         | —        |
| п/м       | Гірська жінка: на війні         | 1         | —        |
| док., к/м | Dendro dreams                   | 1         | —        |
| к/м       | Крокодил                        | 1         | —        |
| док.      | Михайло і Даниїл                | 1         | —        |
| к/м       | Поза зоною                      | 1         | —        |
| п/м       | Сторожова застава               | 1         | —        |
| п/м       | Таємний щоденник Симона Петлюри | 1         | —        |
| п/м       | Тера                            | 1         | —        |
| к/м       | Штангіст                        | 1         | 1        |

## Список лауреатів та номінантів
★Переможців виділено окремим кольором.
| Категорії                                | Лауреати та номінанти | Лауреати та номінанти | Лауреати та номінанти                               |
| ---------------------------------------- | --- | --- | --------------------------------------------------- |
| Найкращий повнометражний ігровий фільм   | ★ «Донбас» (режисер Сергій Лозниця, продюсери Хайно Декерт, Денис Іванов, Маріан Дюмулен, Жак Біду, Крістіан Ніколеску, Оана Янку, Марк ван Вармердам, Петер Варньє) | ★ «Донбас» (режисер Сергій Лозниця, продюсери Хайно Декерт, Денис Іванов, Маріан Дюмулен, Жак Біду, Крістіан Ніколеску, Оана Янку, Марк ван Вармердам, Петер Варньє) |                                                     |
| Найкращий повнометражний ігровий фільм   | • «Вулкан» (реж. Роман Бондарчук, прод. Олена Єршова) | |                                                     |
| Найкращий повнометражний ігровий фільм   | • «Гірська жінка: на війні» (реж. Бенедикт Ерлінґссон, прод. Бенедикт Ерлінґссон, Карін Лебланк, Маріанна Слот)                                                      | |                                                     |
| Найкращий повнометражний ігровий фільм   | • «Кіборги. Герої не вмирають» (реж. Ахтем Сеітаблаєв, прод. Іванна Дядюра)                                                                                          | |                                                     |
| Найкращий короткометражний ігровий фільм | ★ «Штангіст» (реж. Дмитро Сухолиткий-Собчук) | ★ «Штангіст» (реж. Дмитро Сухолиткий-Собчук) |                                                     |
| Найкращий короткометражний ігровий фільм | • «Mia donna» (реж. Павло Остріков) | |                                                     |
| Найкращий короткометражний ігровий фільм | • «Крокодил» (реж. Катерина Горностай) | |                                                     |
| Найкращий короткометражний ігровий фільм | • «Поза зоною» (реж. Нікон Романченко) | |                                                     |
| Найкращий документальний фільм           | ★ «Дельта» (реж. Олександр Течинський) | ★ «Дельта» (реж. Олександр Течинський) |                                                     |
| Найкращий документальний фільм           | • «Міф» (реж. Леонід Кантер, Іван Ясній) | |                                                     |
| Найкращий документальний фільм           | • «Будинок „Слово“» (реж. Тарас Томенко) | |                                                     |
| Найкращий документальний фільм           | • «Михайло і Даниїл» (реж. Андрій Загданський) | |                                                     |
| Відкриття року                           | ★ «Коли падають дерева» (реж. Марися Нікітюк) | ★ «Коли падають дерева» (реж. Марися Нікітюк) |                                                     |
| Відкриття року                           | • «Герой мого часу» (реж. Тоня Ноябрьова) | |                                                     |
| Відкриття року                           | • «Сторожова застава» (реж. Юрій Ковальов) | |                                                     |
| Відкриття року                           | • «Міф» (реж. Леонід Кантер, Іван Ясній) | |                                                     |
| Найкращий режисер                        | | ★ Сергій Лозниця — «Донбас» | ★ Сергій Лозниця — «Донбас»                         |
| Найкращий режисер                        | • Олександр Течинський — «Дельта» | |                                                     |
| Найкращий режисер                        | • Тета Цибульник, Еліас Парвулеско — «Dendro dreams» | |                                                     |
| Найкращий режисер                        | • Павло Остріков — «Mia donna» | |                                                     |
| Найкращий режисер                        | • Ахтем Сеітаблаєв — «Кіборги. Герої не вмирають» | |                                                     |
| Найкращий актор                          | | ★ В'ячеслав Довженко — «Кіборги. Герої не вмирають» | ★ В'ячеслав Довженко — «Кіборги. Герої не вмирають» |
| Найкращий актор                          | • Георгій Делієв — «Донбас» | |                                                     |
| Найкращий актор                          | • Сергій Степанський — «Вулкан» | |                                                     |
| Найкращий актор                          | • Сергій Фролов — «Таємний щоденник Симона Петлюри» | |                                                     |
| Найкраща акторка                         | | ★ Ірма Вітовська — «Брама» | ★ Ірма Вітовська — «Брама»                          |
| Найкраща акторка                         | • Анастасія Пустовіт — «Коли падають дерева» | |                                                     |
| Найкраща акторка                         | • Олеся Жураківська — «Донбас» | |                                                     |
| Найкраща акторка                         | • Наталія Половинка — «Тера» | |                                                     |